# Sebastián Piñera
Miguel Juan Sebastián Piñera Echenique (tiếng Tây Ban Nha phát âm: [miɣel xwan seβastjan piɲeɾa etʃenike], 1 tháng 12 năm 1949 – 6 tháng 2 năm 2024) là một doanh nhân và chính trị gia Chile. Ông là tổng thống Chile thứ 36 và 38, từ ngày 11 tháng 3 năm 2010 đến ngày 11 tháng 3 năm 2014, và từ ngày 11 tháng 3 năm 2018 đến ngày 11 tháng 3 năm 2022. 
Một năm sau khi sinh, gia đình của Pinera chuyển ra nước ngoài tới Bỉ và sau đó đến Thành phố New York, nơi cha ông là đại sứ Chile tại Liên Hợp Quốc. Pinera trở về Chile năm 1955 và đã ghi danh vào del Colegio Verbo Divino, nơi ông tốt nghiệp vào năm 1967.
Pinera sau đó trúng tuyển vào Đại học Công giáo Giáo hoàng Chile để và tốt nghiệp giai đoạn cơ sở ngành kinh doanh và hành chính, tốt nghiệp đại học vào năm 1971. Sau khi tốt nghiệp, ông đã được trao giải thưởng Raúl Iver Oxley cho sinh viên giỏi tổng thể nhất của mỗi lớp.
Pinera tiếp tục nghiên cứu tại Đại học Harvard, Chương trình Fulbright một phần cho nghiên cứu sau đại học của mình trong kinh tế. Trong thời gian ở Harvard, Pinera và bạn cùng lớp 1 là đồng tác giả 1 bài viết có tiêu đề "The Old South's Stake in the Inter-Regional Movement of Slaves" cho Journal of Economic History. Sau ba năm học tại Harvard, Pinera tốt nghiệp với cả hai bằng thạc sĩ và tiến sĩ kinh tế.
Ông thiệt mạng khi chiếc trực thăng Robinson R44 (Đăng ký CC-PHP) mà ông đang lái đâm vào Hồ Ranco ở miền nam Chile một thời gian trước 3 giờ chiều ngày 6 tháng 2 năm 2024. Theo một số báo chí đưa tin, ông đã sống sót sau vụ va chạm nhưng cú va chạm khiến ông bất tỉnh và không thể tháo dây an toàn; ông bị chết đuối. 3 người trên chiếc trực thăng đó sống sót.
Trong bài phát biểu trước toàn quốc vào tối hôm đó, Tổng thống Gabriel Boric đã tuyên bố ba ngày là quốc tang và thông báo rằng Piñera sẽ được trao một quốc tang, được tổ chức bởi bộ trưởng ngoại giao Alberto van Klaveren.